# Jannis Bäcker
Jannis Bäcker (Unna, 1º gennaio 1985) è un bobbista tedesco, campione mondiale nel bob a due a St. Moritz 2013.

## Biografia
Ha praticato l'atletica leggera dal 2003 al 2008 cimentandosi in varie specialità. Passò al bob nel 2009 in qualità di frenatore per la squadra nazionale tedesca. Debuttò in Coppa Europa a gennaio 2010 e in tre stagioni ha ottenuto un totale di 7 vittorie di tappa. Si distinse nelle categorie giovanili vincendo la medaglia d'argento nel bob a quattro ai mondiali juniores di Park City 2011 spingendo la slitta pilotata da Francesco Friedrich.
Esordì in Coppa del Mondo a metà stagione 2011/12, il 17 gennaio 2012 a Schönau am Königssee, dove si piazzò al 9º posto nel bob a quattro; ottenne il suo primo podio il 24 novembre 2012 a Whistler (2º nel bob a due) e conquistò la sua prima vittoria il 5 gennaio 2013 ad Altenberg, sempre nel bob a due e con Friedrich alla guida.
Ha partecipato a due edizioni dei campionati mondiali, conquistando la medaglia d'oro nel bob a due a St. Moritz 2013 in coppia con Friedrich, edizione in cui giunse inoltre ottavo nella gara a quattro; vinse invece il bronzo nella competizione a squadre a Igls 2016. Agli europei ha invece conquistato il bronzo a due a Igls 2013.

## Palmarès

### Mondiali
- 2 medaglie:
  - 1 oro (bob a due a St. Moritz 2013);
  - 1 bronzo (gara a squadre a Igls 2016).

### Europei
- 1 medaglia:
  - 1 bronzo (bob a due[1] ad Igls 2013).

### Mondiali juniores
- 1 medaglia:
  - 1 argento (bob a quattro a Park City 2011).

### Coppa del Mondo
- 11 podi (5 nel bob a due, 6 nel bob a quattro):
  - 3 vittorie (1 nel bob a due, 2 nel bob a quattro);
  - 3 secondi posti (nel bob a quattro);
  - 5 terzi posti (4 nel bob a due, 1 nel bob a quattro).

#### Coppa del Mondo - vittorie
| Data             | Luogo      | Paese    | Disciplina                                                                 |
| ---------------- | ---------- | -------- | -------------------------------------------------------------------------- |
| 5 gennaio 2013   | Altenberg  | Germania | a due con Francesco Friedrich (pilota)                                     |
| 29 novembre 2015 | Altenberg  | Germania | a quattro con Francesco Friedrich (pilota), Martin Putze e Thorsten Margis |
| 6 dicembre 2015  | Winterberg | Germania | a quattro con Francesco Friedrich (pilota), Martin Putze e Thorsten Margis |

### Circuiti minori

#### Coppa Europa
- 11 podi (7 nel bob a due, 4 nel bob a quattro):
  - 7 vittorie (5 nel bob a due, 2 nel bob a quattro);
  - 3 secondi posti (1 nel bob a due, 2 nel bob a quattro);
  - 1 terzo posto (nel bob a due).

#### Coppa Nordamericana
- 2 podi (nel bob a quattro):
  - 2 secondi posti.